# نمادهای ال‌جی‌بی‌تی
جامعه ال‌جی‌بی‌تی (همجنسگرایان مرد، همجنسگرایان زن، دوجنسگرایان و افراد ترنس‌جندر) نمادی مشترک برای شناساندن خود به جامعه دارند. دو نماد مشهور برای افراد ال‌جی‌بی‌تی، مثلث صورتی و پرچم رنگین کمانی است. مثلث صورتی را نازی‌ها درخلال جنگ جهانی دوم به‌عنوان نمادی برای ننگ و شرم به زندانیان همجنسگرا می‌زندند. این نماد کماکان بار معنایی منفی دارد.
پرچم رنگین‌کمانی رسمی‌تر و عمومی‌تر است و هیچ بار معنایی منفی ندارد.

## مثلث‌صورتی منتسب به جنگ‌جهانی‌دوم
مثلث صورتی یکی از قدیمی‌ترین نمادها است که نیروهای نازی آن را در خلال جنگ جهانی دوم برای زندانیان همجنسگرا در بازداشتگاه استفاده می‌کردند و این افراد ملزم به استفاده از این نشان بر روی لباس‌های خود بودند. حدود پانزده هزار همجنسگرا در بازداشتگاه‌های نازی به قتل رسیدند. به همین علُت نماد مثلث صورتی را همجنسگرایان استفاده می‌کنند تا هم خود را به جامعه معرفی کنند و هم یادبودی برای همجنسگرایان به قتل رسیده به دست نیروهای نازی باشد.
در سوی دیگر زنانی بودن که به جرم همجنسگرایی، خودفروشی یا فمینیسم تحت عنوان «رفتار غیر اجتماعی» دستگیر و کشته می‌شدند. زنان همجنسگرا به مشابهٔ مردان همجنسگرا مثلث مشکی به عنوان یادبود و شناساندن خود به جامعه را انتخاب کردند. همچنین نازی‌ها برای مشخص کردن یهودیان همجنسگرا از نماد ستارهٔ داوود با رنگ‌های زرد و صورتی استفاده می‌کردند.
| مثلث صورتی                                                                         | مثلث مشکی                                                          | مثلث زرد و صورتی                                                                       |
| ---------------------------------------------------------------------------------- | ------------------------------------------------------------------ | -------------------------------------------------------------------------------------- |
|                                                                                    |                                                                    |                                                                                        |
| مثلث صورتی که برای مشخص کردن زندانیان همجنسگرا در بازداشتگاه‌های نازی استفاده می‌شد. | مثلث مشکی که با ایده از مثلث صورتی برای زنان همجنسگرا استفاده می‌شد | مثلث صورتی و زرد که برای مشخص کردن یهودیان همجنسگرا در بازداشتگاه‌های نازی استفاده می‌شد |

## تبر دو تیغه
دو تیغه نمادی بود که در گذشته‌های دور برای مردم مینوسی استفاده می‌شد. و همچنین نمادی است برای زنانی که احساس قدرت و ریاست می‌کنند (گاهی نیز نمادی برای گرایش به رئیس خانواده شدن برای زنان است). در اواخر سال ۱۹۷۰ این نماد را همجنسگرایان زن به صورت خالکوبی بر روی قسمت داخلی مچ دست استفاده می‌کردند.

## لامبدا
حرف یونانی لامبدا را در سال ۱۹۷۰ ائتلاف همجنسگرایان فعال نیویورک به عنوان نماد برگزید.
در دسامبر ۱۹۷۴ لامبدا به عنوان نماد بین‌المللی همجنسگرایان زن و مرد در همایش حقوق همجنسگرایان در اسکاتلند انتخاب شد.
سازمانهای حمایتی همجنسگرایان به نام lambda legal و Lambda Literary Award نیز نام خود را با اقتباس از این نماد گرفته‌اند.

## پرچم رنگین کمانی
گیلبرت بِیکر (انگلیسی: Gilbert Baker) در سال ۱۹۷۸ پرچم رنگین کمانی را برای جشن آزادی همجنسگرایان طراحی کرد. در بین سال‌های ۱۹۷۸ و ۱۹۷۹ یک رنگ از بالای پرچم حذف شد. در بالای پرچم رنگ قرمز برای مردان و در پایین ان رنگ بنفش برای زنان است به این معنی که همجنسگرایان مرد و همجنسگرایان زن در تمام دنیا هستند.
در نمونه اصلی ۸ رنگ وجود داشت و به ترتیب رنگ‌ها از بالا به این صورت بود.
صورتی به عنوان نماد فعالیت جنسی، قرمز به عنوان نماد زندگی، نارنجی به عنوان نماد سلامتی، زرد به عنوان نماد روشنایی، سبز به عنوان نماد طبیعت یا طبیعی بودن، فیروزه‌ای به عنوان نماد هنر، نیلی به عنوان نماد توازن و بنفش نمادی از روح بود.
| نمونه اولیه در سال ۱۹۷۸                       | نمونه اصلاح شده در ۱۹۷۹                              | نمونه امروزی                                                                           |
| --------------------------------------------- | ---------------------------------------------------- | -------------------------------------------------------------------------------------- |
|                                               |                                                      |                                                                                        |
| نمونه اولیه که در سال ۱۹۷۸ با ۸ رنگ طراحی شد. | نمونه اصلاح شده در سال ۱۹۷۹ با ۷ رنگ و حذف رنگ صورتی | نمونه امروزی که در ان ۶ رنگ است و در ان فیروزه‌ای حذف و سورمه ای با ابی روشن جایگزین شد |

## حلقهٔ آزادی
دیوید اسپادا (انگلیسی: David Spada) در سال ۱۹۹۱ این حلقه را طراحی کرد. حلقه‌های آزادی شامل ۶ حلقهٔ رنگی است که هر رنگ ان یکی از رنگ‌های پرچم رنگین‌کمانی است. این حلقه را مانند یک انگشتر، گردن‌آویز یا جا کلیدی استفاده می‌کنند. در ۱۱ اکتبر هر سال روزی به نام برون‌آیی برگزار می‌شود. دانش‌آموزان و نوجوانان همجنسگرا در این روز با froot loops (یک نوع خوراکی که مانند حلقه و رنگی است) حلقهٔ آزادی را می‌سازند و آشکارسازی می‌کنند.

## نماد دوجنسگرایی
در سال ۱۹۹۸ میشل پیج (انگلیسی: Michael Page) طرحی را برای انجمن دوجنس‌گرایان ارائه داد. این نماد ۳ خط افقی رنگی است. که در بالاترین قسمت رنگ سرخابی (نمادی برای گرایش به همجنس) در پایین‌ترین قسمت رنگ آبی (نمادی برای گرایش به جنس مخالف) و در وسط یک خط باریک‌تر به رنگ بنفش کمرنگ (به عنوان نمادی برای گرایش به هر ۲ جنس) وجود دارد. نماد دیگر برای دوجنس‌گرایان مثلث آبی و صورتی است که در یک نقطه با هم تلاقی دارند و در آن نقطه به رنگ بنفش کمرنگ در امده‌اند. این نماد برگرفته از نماد مثلث صورتی است که نازی‌ها در جنگ جهانی دوم استفاده می‌کردند.
نماد دو ماه به عنوان جایگزینی برای نماد ۲ مثلث انتخاب شد. دلیل این جایگزینی دوری از اندیشه‌های نازیسم و فراموشی ان است. نماد ۲ ماه در کشور آلمان و اطراف ان بسیار پر استفاده‌است.
| نمونه پرچم | نمونه دو مثلث | نمونه دو ماه                                                      |
| --- | --- | ----------------------------------------------------------------- |
| | |                                                                   |
| پرچم دوجنس‌گرایان طراحی شده در ۱۹۹۸. رنگ سرخابی برای گرایش به همجنس، رنگ آبی برای گرایش به جنس مخالف و رنگ بنفش روشن برای گرایش به هر دو جنس. | نمونه دو مثلث که برگرفته از مثلث صورتی است. رنگ صورتی برای گرایش به همجنس، رنگ ابی برای گرایش به جنس مخالف و محل تلاقی دو مثلث به رنگ بنفش به معنای گرایش به هر دو جنس | <smallنماد دو ماه، به عنوان جایگزینی برای استفاده از نماد دو مثلث |

## نمادهای جنسیت
با تغییر در نمادهای جنسیت زن و مرد (نمادهای برگرفته از نجوم، نماد مریخ برای مردان و ونوس برای زنان) نمادهای جدیدی به وجود امده‌اند که برای همجنسگرایان به کار می‌رود. به عنوان مثال از کنار هم قرار دادن ۲ نماد مرد، نماد همجنسگرای مرد و از کنار هم قرار دادن ۲ نماد زن، نماد همجنسگرای زن پدید می‌آید.

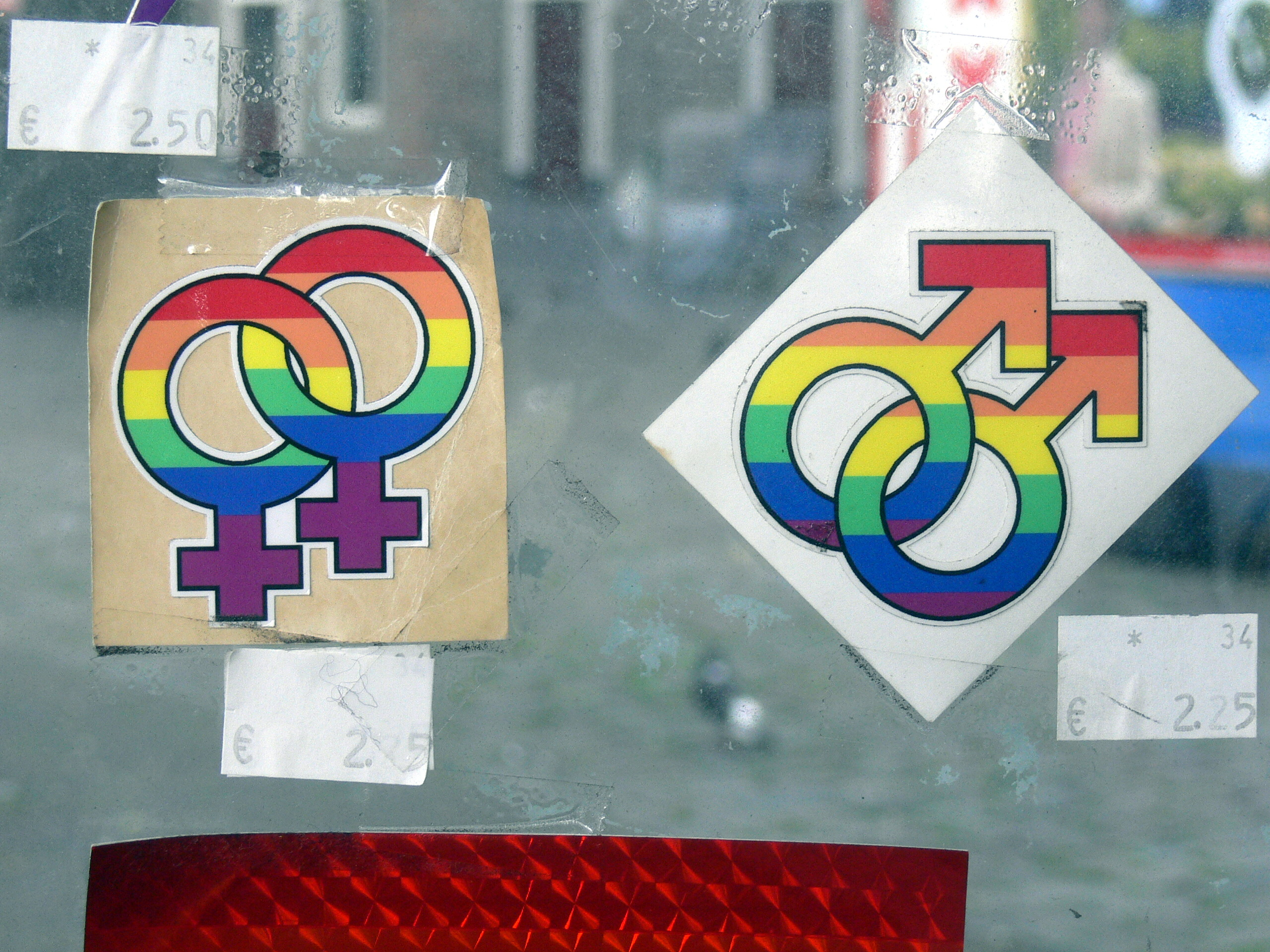

## نماد تراجنسیتی (ترنسجندر)
نماد افراد ترنس دایره‌ای است مخلوط از نمادهای جنسیت. این طرح را هولی باسوِل (انگلیسی: Holly Boswell) درست کرده‌است. این دایره در بالا و سمت راست خود نماد مرد به رنگ ابی را دارد و در پایین وسط نماد زن به رنگ بنفش و در بالا سمت چپ خود ترکیبی از نماد مرد و زن با ترکیبی از هر ۲ رنگ بنفش و ابی وجود دارد.
نمادی دیگر برای افراد ترنس پرچمی است که Monica Helms طراحی کرده‌است و اولین بار در گردهمایی در سال ۲۰۰۰ در اریزونا به نمایش درآمد.
هِلمز (انگلیسی: Helms) معنی این پرچم را اینگونه تعریف می‌کند: 《رنگ ابی روشن برای مردان ترنس، رنگ صورتی برای زنان ترنس و رنگ سفید برای افراد نان باینری یا جندرکوییر است》.
| نماد             | پرچم                                                                                             |
| ---------------- | ------------------------------------------------------------------------------------------------ |
|                  |                                                                                                  |
| نماد افراد ترنس. | پرچم افراد ترنس، رنگ ابی نماد مردان ترنس، رنگ صورتی نماد زنان ترنس و سفید نماد افراد نان باینری. |

## نماد بی‌جنسگرایی (آسکشوال)
در اگوست ۲۰۱۰ پرچمی برای افرادی که بی‌جنسگرا (آسکشوال)هستند انتخاب شد. رنگهای این پرچم از بالا به ترتیب عبارتند از: سیاه نمادی برای بی میلی جنسی، طوسی به عنوان مرز بین امیال جنسی و بی میلی جنسی، سفید به عنوان میل جنسی و بنفش به عنوان جامعه پیرامون. درواقع این پرچم بیانگر این است که این افراد مرزی بین خود و جامعه با امیال جنسی قرار می‌دهند.